# Encore (roman)
Pour les articles homonymes, voir Encore.
Encore (titre original en turc Daha) est un roman de l'écrivain turc Hakan Günday paru initialement en 2013.
La traduction en français paraît le 20 août 2015 aux éditions Galaade. Le roman reçoit le prix Médicis étranger en 2015.

## Résumé
Gazâ, jeune garçon turc de 9 ans vit à Kandali seul avec son père Ahad, passeur de clandestins. Alors que Gazâ est un excellent élève à l'école, il devient lui aussi tout naturellement passeur de clandestins : son père lui confie la tâche de s'occuper des clandestins qu'il entrepose dans leur dépôt en attendant leur départ dans le prochain bateau. Petit à petit, les clandestins perdent leur humanité aux yeux de Gazâ. 
Un jour, alors que Gazâ avait créé un lien avec un jeune homme afghan nommé Cuma, qui lui avait fabriqué une grenouille en papier, il cause sa mort en refusant d'aérer le camion dans lequel Cuma se trouvait par défi. Dès lors, Cuma devient la conscience de Gazâ qui l'aidera à garder le contrôle de lui-même. 
Gazâ continue d'aller à l'école et se montre de plus en plus brillant. Il ne cesse de rêver à une autre vie dans laquelle il pourrait aller à l'université et oublier les clandestins et son père.
Un jour, un chargement de clandestins arrive dans le dépôt de Ahad, et c'est Gazâ qui est responsable du dépôt et des clandestins. Perdant toute humanité, Gazâ décide de faire de faire des recherches comportementales en prenant des notes sur les clandestins et leur comportement. Il fait varier des paramètres de conditions de vie et observe les effets produits. Il fait d'abord élire un représentant du dépôt. Rastin, le seul clandestin parlant turc est élu. Dès lors, Gazâ passera par Rastin pour faire varier les paramètres de son expérience. Il lui fait alors croire qu'il manque de l'argent pour que tous les clandestins prennent le bateau et lui annonce qu'il doit choisir 12 clandestins qui ne partiront pas. Rastin, ne voulant pas faire ce choix, refuse et Gazâ dit alors qu'à la place de l'argent, il peut donner un rein. Hésitant, Rastin finit par accepter de sacrifier son propre rein quand il sera sur le bateau pour que tous les clandestins puissent partir. 
Cependant, Gazâ observe des changements radicaux chez Rastin. Il devient autoritaire avec les autres clandestins, jusqu'à provoquer une bagarre entre clandestins et la mort de l'un d'eux afin que Gazâ puisse prélever le rein sur le mort. Il se rend alors compte que Gazâ lui a menti depuis le début et qu'il n'avait pas besoin de donner un rein. 
Pendant ce temps, Gazâ découvre le plaisir sexuel avec une clandestine qu'il surnomme « la plus belle fille du monde ». Dès lors, il enchaîne les viols de clandestines. 
Un jour, Ahad annonce à Gazâ que les clandestins doivent partir prendre le bateau. Il les charge alors dans le camion. Le soir du transport, une dispute éclate entre Ahad et Gazâ au sujet de la mère décédée de Gazâ et Ahad précipite le camion du haut de la falaise. 
Quand Gazâ reprend conscience, il jubile. Il se dit que Ahad devait être mort et qu'il pourra enfin s'enfuir loin de Kandali et aller à l'université. Cependant, une pluie de clandestins morts tombe sur lui et les corps l'emprisonnent sous un rocher. Pendant 13 jours et 5 heures, Gazâ restera entouré de cadavres sans espoir de survie. Il atteint le paroxysme de monstruosité en ayant un rapport sexuel avec le cadavre d'une clandestine. 
Quand il est retrouvé miraculeusement et amené à l'hôpital, Gazâ pleure de joie quand il apprend la mort de son père. Au tribunal, il dénonce les différents acteurs du réseau du trafic : son père, le maire de Kandali et le chef de la police. Il est alors envoyé dans un foyer à Istanbul pour poursuivre ses études et entrer à l'université. 
Malgré la fin de sa vie de passeur, Gazâ reste le monstre qu'il a toujours été, il se sert de toutes les personnes qui l'entourent et les détruit petit à petit. Un jour, alors qu'il rencontrait le ministre, Gazâ se met à crier, incapable de toucher la main du ministre.
Devenu fou, Gazâ est interné à l'hôpital psychiatrique. Il devient alors accro à la morphine. Il réussit à faire croire à ses médecins qu'il est guéri pour sortir de l'hôpital. 
Une fois sorti, Gazâ erre, retourne dans le dépôt de Kandali et retrouve le cadavre de sa mère, enterré sous un arbre près du dépôt avec celui d'un inconnu. Il décide de ne plus revenir à Kandali et erre dans les rues jusqu'à participer volontairement à un lynchage d'un repris de justice. Gazâ, transporté par l'adrénaline du lynchage, décide de faire un tour du monde pour participer à des lynchages.
Après 2 ans, il décide de se rendre en Afghanistan, pays de Cuma. Il s'y rend en clandestin, voyageant à l'arrière d'un camion. Il finit par arriver à l'endroit dessiné par Cuma sur la grenouille en papier. Se sentant enfin en paix avec lui-même, Gazâ sourit au jeune taliban qui lui tire dessus.

## Réception critique
Lors de sa parution en français, le roman reçoit un excellent accueil de la presse qui souligne la « mise à nu des mécanismes de la peur et de la domination » mis en œuvre dans les trafics de migrants au Proche-Orient.

## Éditions
- Éditions Galaade[2], 2015,  (ISBN 978-2-35176-382-7)